# Rosalia Chladek
Rosalia Chladek (Brno, 21 maggio 1905 – Vienna, 3 luglio 1995) è stata una ballerina, coreografa e insegnante ceca.
È nota per aver sviluppato il metodo Chladek, basato sulle naturali potenzialità del movimento del corpo umano e usato in ambito terapeutico e pedagogico.

## Biografia
Studiò in Germania alla Scuola Hellerau sotto la guida di Ernst Ferand, Christine Baer-Frissell, Valeria Kratina e Jarmila Kröschlova. Qui apprese il metodo di Émile Jaques-Dalcroze, secondo cui la ginnastica ritmica fosse importante per la rinascita artistica della danza. Debuttò nel 1923 al Festival di Hellerau ne Il principe di legno di Béla Bartók, e nello stesso anno apparve a Vienna in Der Mensch und seine Sehnsucht di Darius Milhaud. Dopo aver conseguito il diploma in educazione fisica, intraprese la carriera dell'insegnamento alla Scuola Hellerau, e nel 1928 divenne direttrice del centro di danza ginnica e artistica al Conservatorio di Basilea, dove coreografò Histoire du soldat, Don Giovanni, Petruška e Pulcinella. Nel 1930 tornò alla Scuola di Hellerau in veste di direttrice artistica del corpo di ballo, incarico che ricoprì fino al 1939, anno di chiusura della scuola.
Nel 1932 ricevette il secondo premio alla prima competizione internazionale di coreografia di Parigi per Les Contrastes, e l'anno successivo si aggiudicò il secondo premio alla competizione per danzatori solisti a Varsavia. È inoltre ricordata per le sue coreografie Festliche Tanzsuite e La Danza, nonché per i suoi ruoli creati da solista come Rhythmen-Zyklus, Die Kameliendame, Jeanne d'Arc, Marienleben ed Erzengel-Suite. Si esibì al Teatro greco di Siracusa nelle opere di Sofocle, Euripide ed Eschilo, e nel 1940 apparve al Wiener Staatsoper in Orpheus und Eurydike di Christoph Willibald Gluck e nel 1959 nel Giulio Cesare di Georg Friedrich Händel al Teatro municipale di Salisburgo. Durante la seconda guerra mondiale fu direttrice del corpo di ballo a Berlino e al Conservatorio di Vienna, istituto nel quale diresse il dipartimento di danza dal 1952 al 1970. Negli ultimi anni si concentrò sulla coreografia di gruppo, come testimoniano le sue opere Kleine Passion (1948), Die Vier Temperamente (1949), From Morning to Midnight (1951), Afro-Amerikanische Lyrick (1952) e Curriculum Aeternum (1968).